# شرکت فرانک مولر
شرکت فرانک مولر (انگلیسی: Franck Muller) شرکت کالای لوکس سوئیسی است، که در سال ۱۹۹۲ تأسیس شد.